# Housatonic River
Der Housatonic River [ˌhuːsəˈtɒnɪk] ist ein 240 km langer Fluss in den nordöstlichen Vereinigten Staaten.
Er entspringt im westlichen Massachusetts, fließt in südöstlicher Richtung durch Connecticut und mündet bei Milford Point in den Long Island Sound.

## Geographie
Der Housatonic River entspringt aus fünf Quellen in den Berkshire Mountains bei der Stadt Pittsfield im äußersten Westen von Massachusetts. Er fließt überwiegend in südlicher Richtung, zunächst durch die Berkshire Mountains, dann ins westliche Connecticut und mündet bei Milford Point in den Long Island Sound. Im Unterlauf gewinnt der Fluss an Breite, die stellenweise mehr als 1 km erreicht. Die wichtigsten Nebenflüsse des Housatonic Rivers sind Williams River, Green River und Konkaput River in Massachusetts sowie Tenmile River, Shepaug River, Pomperaug River, Naugatuck River und Still River in Connecticut.

## Staudämme
Insgesamt fünf Dämme stauen den Fluss in Connecticut und dienen zur Stromerzeugung: Die Dämme bei Falls Village, Bulls Bridge, Sherpaug, Stevenson und Derby. Die Stauseen Lake Lillinonah und Lake Zoar entstanden nach der Errichtung der beiden Staudämme Sherpaug Dam und Stevenson Dam.

## Wasserkraftanlagen
Am Housatonic River liegen mehrere Wasserkraftwerke.
Bei Milford Haven befindet sich das Pumpspeicherkraftwerk Rocky River, das Wasser vom Housatonic River in den Candlewood Lake pumpt bzw. wieder aus diesem in den Fluss ablässt.
Unterhalb des Lake Lillinonah liegt das Wasserkraftwerk Shepaug, unterhalb des Lake Zoar liegt das Wasserkraftwerk Stevenson.
Die Wasserkraftanlagen in Abstromrichtung:
| Name          | Leistung in MW | Anzahl Turbinen | Lage | Betreiber         |
| ------------- | -------------- | --------------- | ---- | ----------------- |
| Falls Village | 9              | 3               | (⊙)  | First Light Hydro |
| Bulls Bridge  | 7,2            | 6               | (⊙)  | First Light Hydro |
| Rocky River   | 24             | 3               | (⊙)  | First Light Hydro |
| Shepaug       | 37,2           | 1               | (⊙)  | First Light Hydro |
| Stevenson     | 30,5           | 4               | (⊙)  | First Light Hydro |
| Derby         | 8              | 4               | (⊙)  | McCallum          |

## Gedeckte Brücken
Am Housatonic River befinden sich drei hölzerne gedeckte Brücken:
- Bulls Bridge Covered Bridge, zwischen Gaylordsville und Kent, 1842 erbaut
- West Cornwall Covered Bridge, bei Cornwall, 1841 erbaut
- eine abgebrannte und 1998 wiedererrichtete Brücke bei Sheffield

## Geschichte
Vor der Ankunft der Europäer war das Tal des Housatonic Rivers die Heimat der Housatonic, eines Stamms der Mahican. Diese sind nicht mit den Mohegan zu verwechseln, deren Wohngebiet 150 km weiter östlich lag. Die Indianer nannten den Fluss „Usi-a-di-enuk“, das übersetzt etwa „unterhalb der Berge“ heißt. Bei Adriaen Blocks Reise im Jahr 1614 entlang des Long-Island-Sunds fuhr er den Housatonic River hinauf. Er nannte ihn Fluss der roten Hügel. Bis zum 18. Jahrhundert wurde der Fluss von den Weißen „Potatuck“ oder „Great River“ genannt. Während der Kolonialzeit nutzten die Siedler das Tal und die angrenzenden Gebiete für die Landwirtschaft. Im 19. Jahrhundert spielte die Wasserkraft eine bedeutende Rolle und Überreste von Dämmen, Mühlrädern und Schmelzöfen für Eisenerz legen Zeugnis davon ab. Fünf Dämme stauen heutzutage den Fluss im Unterlauf für die Stromerzeugung auf, während am Oberlauf in Massachusetts die Landwirtschaft vorherrschend ist.
Von 1932 bis 1977 gab es erhebliche Probleme mit Industrieabwässern, vor allen Dingen von PCB, das von General Electric bei Pittsfield in den Fluss geleitet wurde. Obwohl sich die Wasserqualität in den letzten Jahrzehnten verbessert hat, wird noch immer eine Konzentration von PCB im Flusswasser zwischen Pittsfield und dem Stevenson Damm in Connecticut nachgewiesen.
Am Unterlauf des Flusses bei New Milford und Brookfield wird Tabak angebaut, weiter südlich findet man Stahlwerke und Anlagen der Schwerindustrie. Dieser Flussabschnitt ist den Gezeiten unterworfen und bildet den, allerdings gefährdeten, Lebensraum für seltene Tiere und Pflanzen. Im Mündungsgebiet des Housatonic Rivers befinden sich die produktivsten Austernzüchtereien des amerikanischen Nordostens.

## Flora und Fauna
Das 5045 km² umfassende Einzugsgebiet des Housatonic Rivers weist eine reiche Pflanzen- und Tierwelt auf. Die verschiedenen Landschaftsformen, die Geologie und das Klima bilden ideale Voraussetzungen für den Lebensraum bestimmter Pflanzen und Tiere. Man kann den Lauf des Flusses in fünf Vegetationsabschnitte unterteilen:

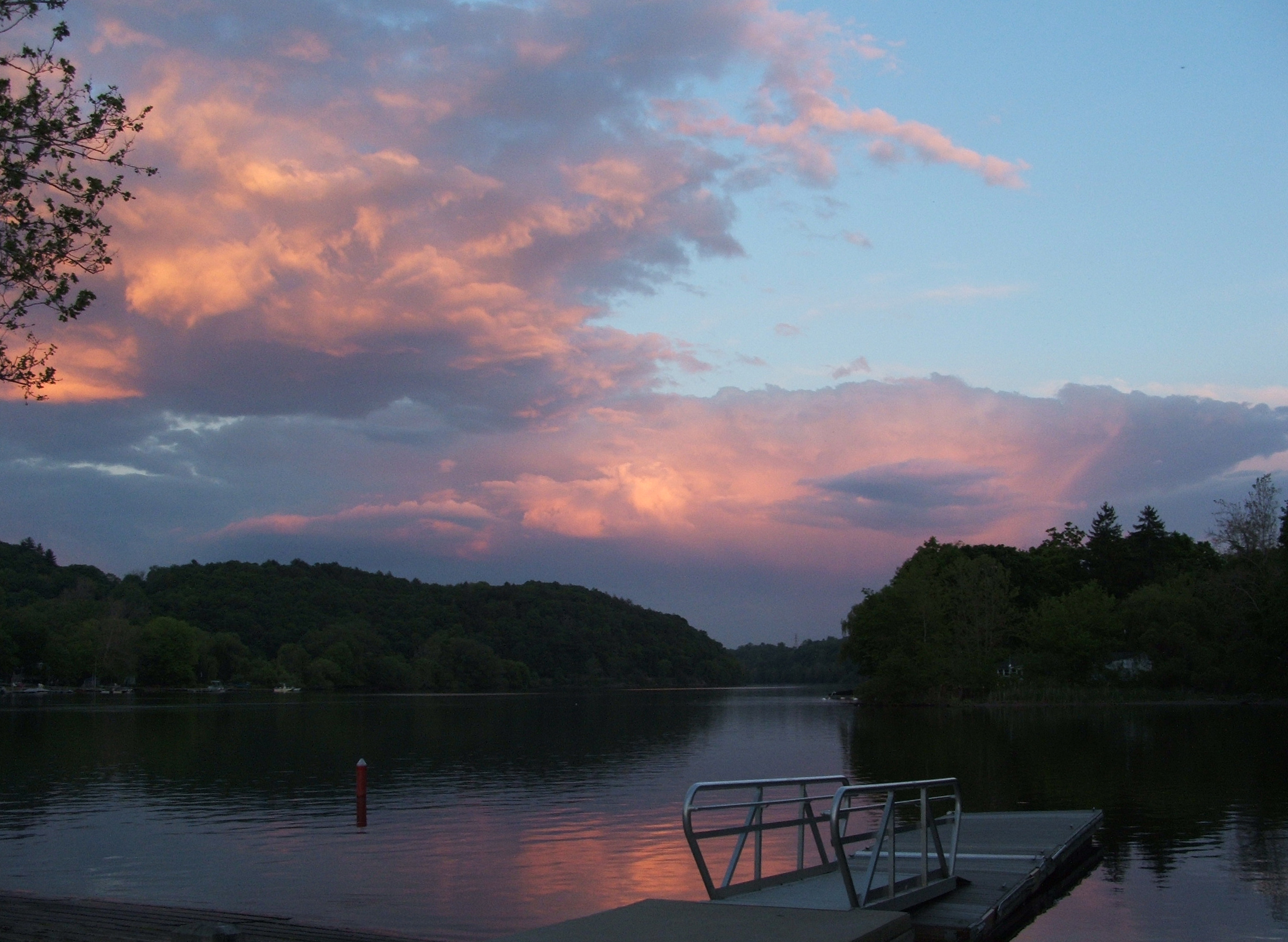
Bootsanlegeplatz am Lake Housatonic im Indian Well State Park, bei Shelton

1. Nördliche Harthölzer findet man am Oberlauf des Flusses in Massachusetts. In dieser Region wachsen Zuckerahorn, Birken, Gelbbirken, Weißkiefern und Hemlocktannen. Im Tal des Schenob Brook in Sheffield gedeiht eine Vegetation, die eher weiter südlich in der atlantischen Küstenebene in North Carolina anzutreffen ist.
2. Übergangs-Harthölzer sind im südlichen Massachusetts vorherrschend, so zum Beispiel Roteichen, Linden, Weißeschen und Schwarzbirken. Weniger häufig anzutreffen sind in dieser Region Sumpfrosmarin, Sumpfweidenröschen, Kanadaveilchen und harter Bärlapp.
3. Zentrale Harthölzer kennzeichnen das Gebiet im nördlichen Connecticut von Cornwall Bridge bis New Milford. Hier gedeihen Rot-, Weiß- und Schwarzeichen, Hickorys und Esskastanien. Außerdem findet man die Neuengland-Weintraube, die haarige Waldminze und Wiegands Wildroggen.
4. Die Appalachen-Eiche ist von New Milford bis Derby anzutreffen, außerdem gibt es Rot-, Weiß- und Schwarzeichen, gelbe Pappeln, Schwarzbirken, Weißeschen und Hemlocktannen. Grüne Veilchen, Virginia Schlangenwurz (Eupatorium rugosum), grüne Seidenpflanzen (Asclepias) und Vaseys Laichkraut (Potamogeton) gehören zu den typischen Pflanzen dieser Region.
5. Küstenlaubhölzer wachsen im von den Gezeiten betroffenen Abschnitt des Flusses, darunter Erlen, Weiden, Schilfrohr, Büsche, Wildreben und Pflanzen, die ebenfalls im südöstlichen Piedmont und den Küstenebenen anzutreffen sind. An der Mündung wachsen seltene Spezies, wie Eatons Brachsenkraut (Isoetales) und das Schlammkraut.

Das offene Gelände ist Lebensraum für Fasane, Kaninchen, Rotfüchse und Murmeltiere, während in den Wäldern Hirsche, Graufüchse, Grauhörnchen, Hasen, Stachelschweine, Moorhühner und Waldschnepfen anzutreffen sind. An den Flussufern leben überwiegend pelztragende Säugetiere, wie Biber, Bisamratten, Waschbären, Fischotter und Nerze. Das Gebiet ist reich an Wasservögeln, darunter Kanadagänse, Schwarz-, Wald-, Krick- und Schellenten, sowie an Greifvögeln, wie Wanderfalken, Weißkopfseeadler und Fischadler.